# Równina Szubińsko-Łabiszyńska

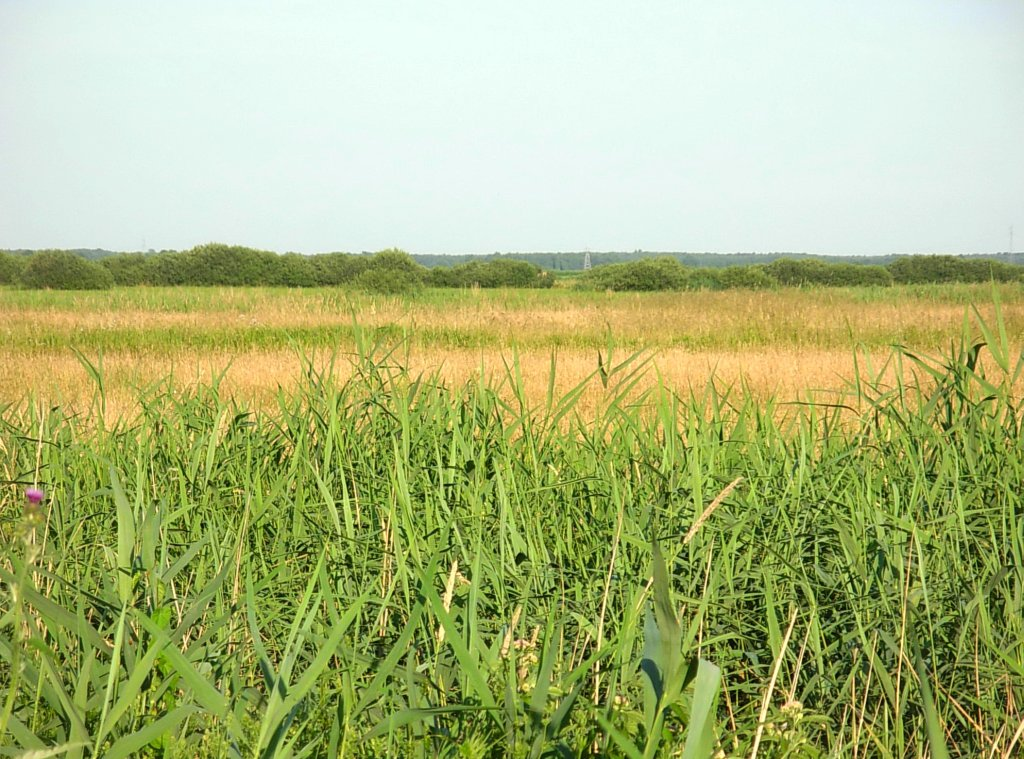
Bydgoskie Łąki Nadnoteckie

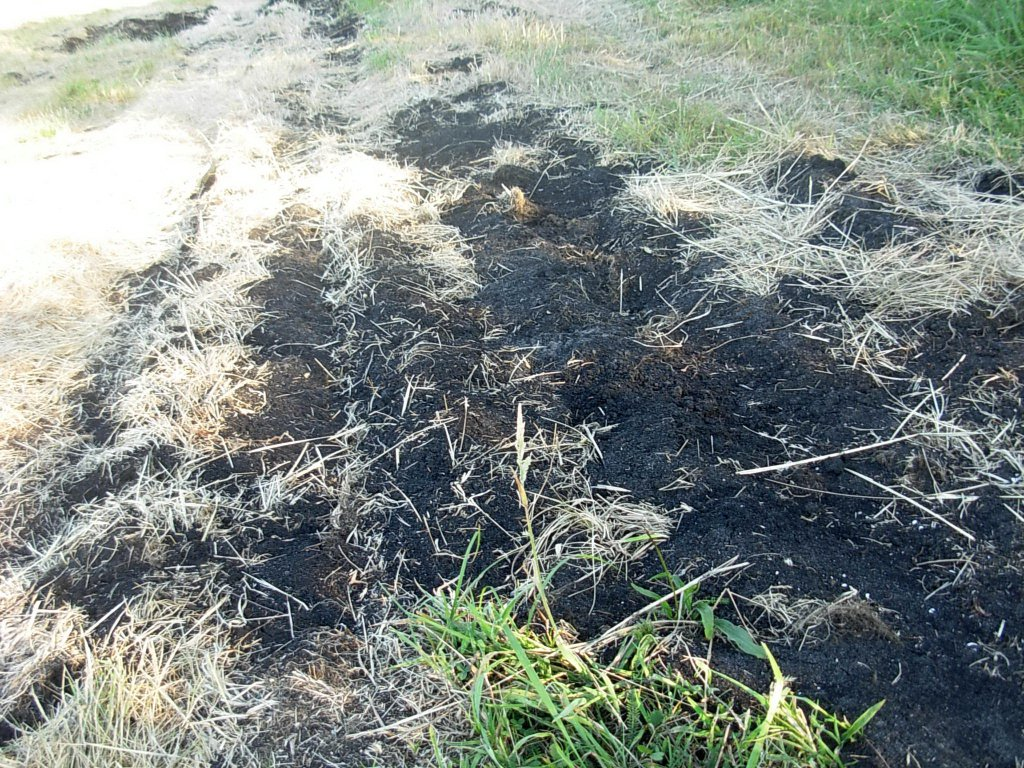
Podłoże torfowe

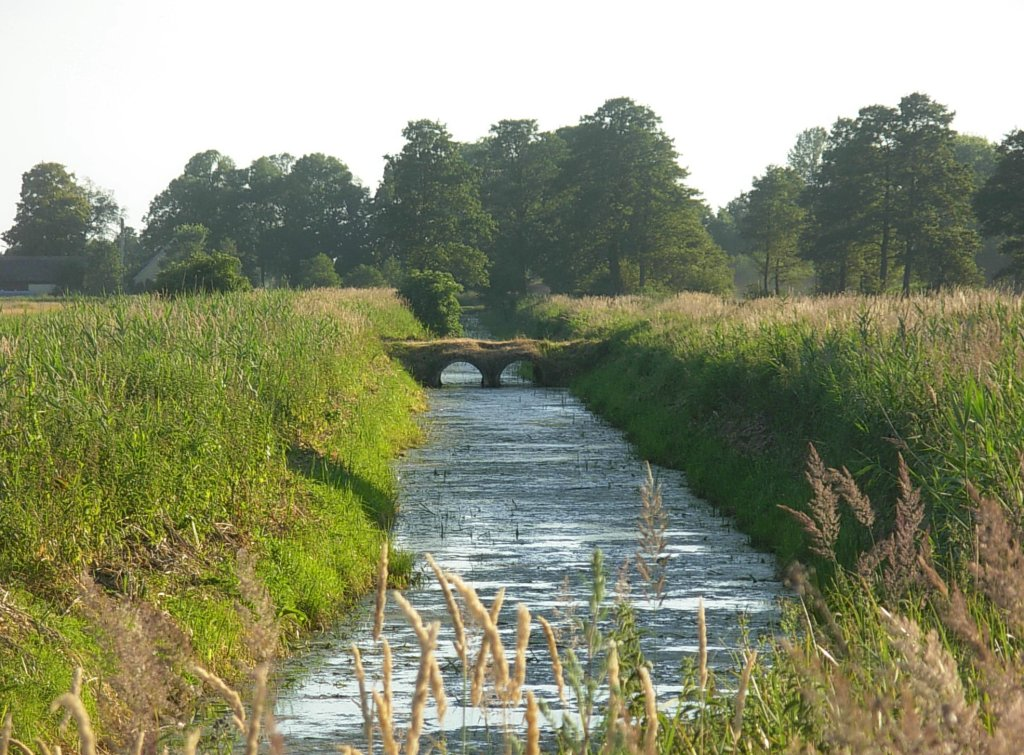
Kanał

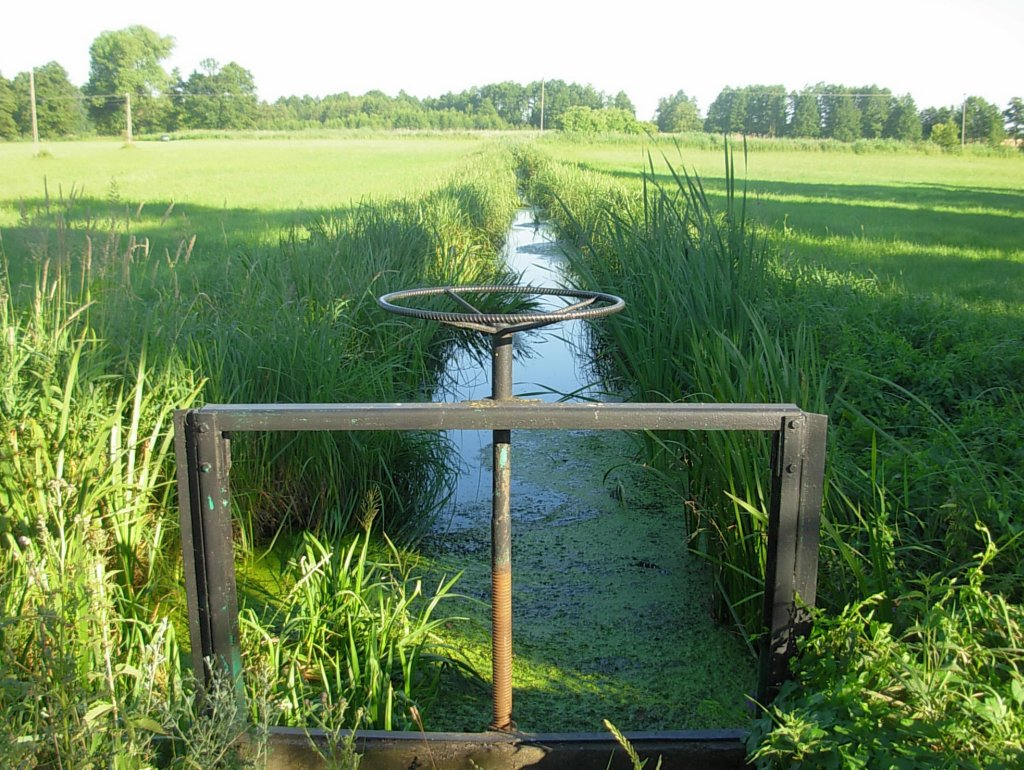
Urządzenia regulacyjne na kanałach

Równina Szubińsko-Łabiszyńska (kod obszaru PLH040029) – projektowany specjalny obszar ochrony siedlisk w programie Natura 2000 (aktualnie obszar mający znaczenie dla Wspólnoty), o powierzchni 2825,85 ha, położony w województwie kujawsko-pomorskim.
Celem ochrony jest zachowanie siedlisk przyrodniczych i występujących na ich terenie gatunków roślin i zwierząt.

## Lokalizacja
Chroniony obszar składa się z trzech oddzielnych fragmentów (dwóch dużych i jednego bardzo małego) położonych na południowy zachód od Bydgoszczy. Przez obszary te płynie silnie meandrująca rzeka Noteć oraz zbudowany w latach 1878–1882 Kanał Górnonotecki wraz z rozległą siecią kanałów odwadniających.
Część północno-zachodnia chronionego obszaru rozciąga się wzdłuż rzeki Noteci, od miejscowości Żurczyn, aż po Chobielin i Występ na południe od Nakła nad Notecią.
Część południowo-wschodnia rozciąga się od Pszczółczyna po Rynarzewo, obejmując część tzw. Bydgoskich Łąk Nadnoteckich, leżących w depresji ok. 1 m względem przecinającego ten obszar żeglownego Kanału Górnonoteckiego. System wodny na tym terenie został przekształcony w latach 80. XIX wieku, poprzez budowę licznych kanałów, jazów i śluz żeglugowych. W efekcie uzyskano spławny szlak żeglugowy łączący jeziora kujawskie i pałuckie z Kanałem Bydgoskim oraz zmeliorowany, rozległy obszar łąk, które wykorzystywano gospodarczo.
Niewielka enklawa, stanowiąca najdalej na południowy wschód wysuniętą część obszaru, leży nad Kanałem Górnonoteckim, na północ od wsi Nowe Dąbie.
Obszar jest położony na terenie trzech powiatów: bydgoskiego, żnińskiego i nakielskiego, w gminach: Białe Błota, Łabiszyn, Szubin i Nakło nad Notecią.

## Ogólna charakterystyka obszaru
Równina Szubińsko-Łabiszyńska obejmuje dno doliny ukształtowanej przez rzekę Noteć. 
Wypełniają ją gleby organiczne – głównie torfy niskie i mursze. Obszar ten zajmują w większości łąki, na siedliskach łąk trzęślicowych. Na niewielkich wyniosłościach rozwijają się grądy, a wyżej położone obszary piaszczyste zajmuje roślinność kserotermiczna.

## Siedliska
Wśród siedlisk na obszarze równiny, 75% udział posiadają łąki i pastwiska. 19% obszaru zajmują lasy, w tym lasy liściaste i mieszane 13%, zaś 7% zajmują grunty orne.
Siedliska chronione zajmują ok. 8% całego obszaru, a wśród nich największą powierzchnię posiadają zmiennowilgotne łąki trzęślicowe (3%) oraz lasy łęgowe dębowo-wiązowo-jesionowe (2%).

## Formy ochrony przyrody
Równina Szubińsko-Łabiszyńska sąsiaduje na południowym wschodzie z Obszarem Chronionego Krajobrazu Łąk Nadnoteckich, zaś na północnym zachodzie graniczy z obszarem OSO Dolina Środkowej Noteci i Kanału Bydgoskiego i SOO Dolina Noteci.
Na jej obszarze znajduje się rezerwat przyrody Ostrów koło Pszczółczyna, chroniący drzewostan z lipą szerokolistną. Równina jest ponadto korytarzem ekologicznym o znaczeniu krajowym.

## Wartość przyrodnicza
Na obszarze występują chronione gatunki płazów, m.in.: traszka zwyczajna, żaba jeziorkowa, żaba moczarowa, żaba trawna, żaba wodna, żaba śmieszka oraz rośliny, takie jak: czosnek niedźwiedzi, wawrzynek wilczełyko, goździk pyszny, krwiściąg lekarski i inne.